# Wiota (Wisconsin)
Wiota es un pueblo ubicado en el condado de Lafayette en el estado estadounidense de Wisconsin. En el Censo de 2010 tenía una población de 856 habitantes y una densidad poblacional de 6,26 personas por km².

## Geografía
Wiota se encuentra ubicado en las coordenadas 42°38′20″N 89°55′46″O / 42.63889, -89.92944. Según la Oficina del Censo de los Estados Unidos, Wiota tiene una superficie total de 136.68 km², de la cual 136.61 km² corresponden a tierra firme y (0.05%) 0.07 km² es agua.

## Demografía
Según el censo de 2010, había 856 personas residiendo en Wiota. La densidad de población era de 6,26 hab./km². De los 856 habitantes, Wiota estaba compuesto por el 98.6% blancos, el 0.12% eran afroamericanos, el 0% eran amerindios, el 0% eran asiáticos, el 0% eran isleños del Pacífico, el 0.58% eran de otras razas y el 0.7% pertenecían a dos o más razas. Del total de la población el 0.7% eran hispanos o latinos de cualquier raza.